# Sardinian International Championships 2003
Il Sardinian International Championships 2003 è stato un torneo di tennis facente parte della categoria ATP Challenger Series nell'ambito dell'ATP Challenger Series 2003. Il torneo si è giocato a Cagliari in Italia dal 15 al 23 marzo 2003 su campi in terra rossa.

## Vincitori

### Singolare
Filippo Volandri ha battuto in finale  Rafael Nadal con il punteggio di 2–6, 6–2, 6–1

### Doppio
Álex López Morón /  Andrés Schneiter hanno battuto in finale  Juan Ignacio Carrasco /  Albert Portas con il punteggio di 5–7, 6–4, 7–5